# Platygaster lamelliformis
Platygaster lamelliformis is een vliesvleugelig insect uit de familie van de Platygastridae. De wetenschappelijke naam van de soort is voor het eerst geldig gepubliceerd in 1973 door Huggert.